# Mircea Bălașa
Mircea Bălașa (n. 4 decembrie 1925, Gușoeni, Județul Vâlcea, România) a fost un agronom, legumicultor și profesor universitar român, recunoscut pentru contribuțiile sale la dezvoltarea legumiculturii românești în a doua jumătate a secolului XX. A fost șef al Catedrei de Legumicultură la Facultatea de Horticultură din Craiova, autor a peste 120 de lucrări științifice și tratate precum „Legumicultura” (1973) și „Legumicultura generală și specială” (1980, 1984). A coordonat peste 30 de doctorate și a contribuit la modernizarea tehnologiilor agricole în Oltenia.

## Biografie

### Copilărie și educație
Mircea Bălașa s-a născut la 4 decembrie 1925 în Gușoeni, Județul Vâlcea, în familia țăranilor Marin și Nicoleta Bălașa. A urmat școala primară în satul natal, apoi a fost înscris de părinți la Liceul Militar „D. Sturza” din Craiova, unde a obținut bacalaureatul.
A absolvit Facultatea de Agronomie din Craiova în 1951, fiind distins cu „Diplomă de merit”. În ultimul an de studii, a fost preparator. Între 1952–1956, a urmat studii de doctorat (aspirantură) la Institutul Agronomic „Nicolae Bălcescu” din București, sub îndrumarea profesorului Mihai Manoliu și a academicianului Th. Bordeianu. A susținut teza în 1958, obținând titlul de „Candidat în Științe Agricole”, echivalat în 1965 cu „Doctor în Agronomie”.

### Carieră profesională
În 1951, Mircea Bălașa a fost angajat ca asistent la disciplina de legumicultură a Institutului Agronomic „Tudor Vladimirescu” din Craiova. Între 1956–1962, a fost asistent, apoi șef de lucrări (până în 1966) la Catedra de Legumicultură a Institutului Agronomic „Nicolae Bălcescu” din București.
În 1966, a fost numit conferențiar la Facultatea de Horticultură din Craiova, unde a predat legumicultura și a condus Catedra de Legumicultură timp de aproape 20 de ani. A fost profesor consultant și îndrumător de doctorat, coordonând peste 30 de specialiști. A fost membru al Senatului Universității din Craiova și al Consiliului Superior al Agriculturii (1962–1966), precum și aprobator de stat pentru culturi legumicole semincere.
A fost activ până în 2001, ultima sa publicație datând din acel an (conform bibliografiei). A colaborat cu personalități precum Mihail Dumitrescu, Grigore Radu și Pelaghia Chiliom.

### Familie
Nu există informații disponibile despre familia lui Mircea Bălașa.

## Activitate științifică
Mircea Bălașa a fost un pionier al legumiculturii românești, cu contribuții majore în cercetare și educație. A publicat peste 120 de lucrări, abordând:
- Factorii de mediu: A studiat efectele căldurii excesive, secetei și umidității asupra legumelor, publicând „Influența factorilor de mediu în afara limitelor obișnuite asupra unor specii de plante legumicole” (1969).
- Biologia plantelor legumicole: A analizat modificări morfologice și anatomice, cu lucrări precum „Cercetări privind emiterea de rădăcini adventive de către plantele de tomate” (1968).
- Tehnologii de cultură: A dezvoltat metode moderne, incluzând fertilizarea rațională și irigarea prin picurare („Sporirea producției de legume în sere prin fertilizare rațională”, 1976).
- Ameliorare și producerea semințelor: A contribuit la selecția pepenilor galbeni și a tomatelor hibride („Contribuții la îmbunătățirea tehnologiei de producere a seminței de tomate hibride FI”, 2001).
- Probleme colaterale: A promovat combaterea integrată a bolilor și utilizarea substanțelor biologice pentru reducerea poluării.

A introdus tehnologii inovatoare, precum ape magnetizate, raze X, radiații gamma și lumină spectrală filtrată, și a susținut importanța intuiției în cercetare („Intuiția alternativă a gândirii în cercetare”, 2001).

## Lucrări
Mircea Bălașa a publicat 18 cărți, incluzând tratate și monografii, dintre care:
- Legumicultura (1961, cu M. Mihalache), Editura Agrosilvică.
- Legumicultura (1966), Editura Agrosilvică.
- Legumicultura (1973), Editura Didactică și Pedagogică.
- Ceapa și usturoiul (1980), Editura Ceres.
- Legumicultura generală și specială (1980, 1984), Editura Didactică și Pedagogică.
- Cultura cartofului sub folie (1980), Editura Ceres.

A colaborat cu Mihail Dumitrescu și Gh. Bâlteanu.

## Premii și recunoaștere
Textul nu menționează premii specifice acordate lui Mircea Bălașa, dar activitatea sa a fost recunoscută prin rolurile de conducere, contribuțiile științifice și impactul asupra legumiculturii din Oltenia.

## Recunoaștere internațională
Mircea Bălașa a participat la simpozioane internaționale, publicând în limba engleză lucrări precum „Influence of foliar fertilisation associated with regulator substances on some metabolic processes of greenhouse sweet pepper” (Acta Horticulturae, 1977).

## Contribuții suplimentare

### Proiecte educaționale
A predat la Craiova și București, elaborând cursuri precum „Curs de legumicultură” (1968, 800 pagini) și tratate pentru studenți. A coordonat peste 30 de doctorate.

### Cercetare și mentorat
A format echipe la Craiova, colaborând cu Grigore Radu, Pelaghia Chiliom, Maria Dinu și M. Gergota. A contribuit la ameliorarea soiurilor și tehnologiilor agricole.

### Infrastructură legumicolă
A sprijinit dezvoltarea legumiculturii în Oltenia, promovând culturi pe nisipuri și eșalonarea producției.